# Гірнича промисловість Зімбабве
Гірнича промисловість Зімбабве

## Загальна характеристика
Гірнича промисловість є однією з провідних галузей економіки країни, але її частка в ВВП весь час скорочується: на кінець XX ст. вона становила бл. 9%, в 1997 — 7%. У 1999—2001 рр. загальна економічна криза в країні болюче відбилася на гірничій промисловості, від чого постраждало бл. 20 копалень, зокрема, золото- та гранітодобувні підприємства. У 2002—2003 рр. гірнича індустрія Зімбабве забезпечує 4% ВВП і надає роботу 45 тис. чол. [Rapaport TradeWire, 2003].
У Зімбабве видобувається понад 40 видів корисних копалин: кам. вугілля, руди: залізні, хромові, берилієві, золотоносні, літієві, мідні, нікелеві, олов'яні, срібні, сурм'яні, апатит, азбест, магнезит, слюда, флюорит. Осн. значення в структурі гірничої промисловості в кінці XX ст. займає видобуток рудних к.к. (бл. 70% вартості продукції галузі, в тому числі руди золота — 25,7%, нікелеві руди — 14,3%, мідні — 11,1%, хромові — 5,1%), а також азбесту (20,9%) і кам. вугілля (8,2%). Гірничу пром-сть представляють бл. 130 компаній. Більша частина гірничодобувної галузі знаходиться в руках транснаціональних корпорацій, таких, як «Ріо-Тінто», «Лонро» і «Амерікан корпорейшн». Державні корпорації беруть участь у видобутку міді і монополізували видобуток золота і золотоафінажне виробництво. Вся мінеральна сировина реалізовується через державне Управління по збуту корисних копалин. У числі великих виробників стоять Anglo American (нікель, хроміт, золото); Lonhro Zimbabve (золото); African Associated Mines (азбест); Wankie Colliery (вугілля); Rio Tinto (золото); Ashanti Goldfield (золото); Mining Development (мідь і золото).
Виробництво продукції мінерально-сировинного сектора економіки Зімбабве у 1998 р. склало (в тис. т): азбесту 123,4; хроміту 605,4; вугілля 5047; Cu 2,94; графіту 33,81; Fe-руд 371,6; піриту 52,9; літієвих мінералів 28,06; Ni 10,14; алмазів 28372 карат; Au 25175 кг; Pt 2730 кг; Pd 1855 кг. Дані за 2000 та 2001 рр. наведені в табл.
Таблиця . — Видобуток основних мінеральних продуктів і виробництво металів у Зімбабве (тис.т)*
| Мінерали і метали  | 2001   | 2000   |
| Азбест             | 136,7  | 152,0  |
| Хроміти            | 780,2  | 668,0  |
| Вугілля            | 4 064  | 3 986  |
| Оксид кобальту (т) | 95     | 79     |
| Мідь               | 2,1    | 3,1    |
| Алмази (карат)     | Н/д    | 23 028 |
| Смарагди (г)       | 36,8   | 33,3   |
| Золото, кг         | 18 005 | 22 007 |
| Графіт             | 11,8   | 11,8   |
| Залізна руда       | 360,9  | 450,6  |
| Пірит              | 88,2   | 69,1   |
| Вапняк             | 3 740  | 1 978  |
| Літієві мінерали   | 36,1   | 37,9   |
| Нікель             | 8,1    | 7,1    |
| Платина, кг        | 519    | 504    |
| Паладій, кг        | 371    | 360    |
| Фосфати            | 86,9   | 110    |
| Срібло, кг         | 1 768  | 3 799  |
| Чорний граніт      | 289,4  | 512,5  |
| Загалом Z$, млн    | 39 542 | 19 063 |
| Загалом US$, млн   | 719**  | 347    |

- [Mining Annual Review 2002]. **зафіксоване збільшення обумовлене курсовою політикою, а не реальним зростанням виробництва у гірничому секторі, в дійсності експертні оцінки показують загальну негативну динаміку мінерально-сировинного сектора в 1999—2001 рр.

Бл. 90% продукції галузі експортується (1/3 загального обсягу експорту З.), що забезпечує від 30 до 50% валютних надходжень. 3. займає провідне місце в світовій торгівлі корундом, хромовими, літієвими і нікелевими рудами, азбестом. Імпортується нафта. Основні статті експорту мінеральної сировини (частка у вартості в 1997 р.): золото — 50%, азбест — 13%, нікель — 12%, кам'яне вугілля — 12%, хром — 2%, мідь — 2%, залізняк — 1%, а також кобальт, срібло, олово, дорогоцінні камені, вапняк і т. д.

## Окремі галузі
Золото. Тривалий час видобуток золота був опорою економіки в Зімбабве. Але на межі ХХ-XXI ст. спостерігається спад його видобутку. У 2001 р. видобуто 18 т, що на 35% менше піку видобутку в 1999 — 27,7 т. Експерти, однак, оцінюють тіньовий видобуток золота в країні у 2001 р в 5 т, що збільшує загальний видобуток до 23 т.
Алмази. Перший алмазний рудник Зімбабве — Рівер-Ранч (River Ranch) відновив роботу у другій половині 2003 р. Цей рудник був закритий в лютому 1998 р [Rapaport TradeWire, 2003].
Компанія Rio Tinto Zimbabwe фінансує новий проект з видобутку відкритим способом алмазів на родов. «Мурова» (Murowa) в півд.-західній частині Зімбабве. З 2004 р тут планують добувати 500 тис. т руди на рік з подальшим збільшенням видобутку. Запаси рудника оцінюються в 23 млн т кімберліту з сер. вмістом алмазів 0.7 кар./т. Rio Tinto належить 56% Rio Tinto Zimbabwe; дві ці компанії володіють проектом в співвідношенні 50:50.
Платина і платиноїди. Родовища платини в районі Хартлі, за 50 км на захід від Хараре, є найбагатшими у світі за межами ПАР.
Компанія Zimplats збудувала у Зімбабве нове підприємство з видобутку платиноїдів Ngezi. Ресурси руди в полі підприємства оцінюються в 120 млн т з сер. вмістом Pt 1,82, Pd 1,41, Rh 0,15 і Au 0,27 г/т з промисловими концентраціями Ni і Cu, в тому числі запаси для первинної відробки 32 млн т з сер. вмістом Pt 1,79, Pd 1,49, Rh 0,15 і Au 0,27 г/т. Проектна продуктивність підприємства по видобутку та збагаченню руди 2 млн т/рік. Металургійний переділ конц-тів провадиться на комплексі Selous з виробництвом в штейні Pt 2800, Pd 2490, Rh 185 кг/рік і попутним вилученням Au, Ni і Cu.
Підприємство з видобутку платиноїдів Hartley компаній Delta і ВНР має проектну продуктивність 180 тис. т/місяць. Компанія Anglo American планує почати будівництво підприємства з видобутку платиноїдів Unki проектною продуктивністю 3670 кг Pt і Pd і 2,5 тис. т Ni і Cu на рік. Компанія Delta ввела в експлуатацію золотодобувне підприємство Eureka проектною продуктивністю 2020 кг/рік і та підприємство Chaka з первинною продуктивністю 470 кг/рік.
На руднику компанії Aquarius Platinum, який розробляє родовище Мімоса (Mimosa) в Зімбабве, приурочене до норит-піроксенітових порід Великої Дайки, в 2001 р. було видобуто близько 1 т МПГ — 545 кг платини і 455 кг паладію. Після введення рудника і збагачувальної фабрики в експлуатацію в 1997 р. тут випускалося щорічно 0.96 т МПГ в концентратах. У 2002 р. здійснюється модернізація рудника для збільшення щорічного видобування платиноїдів до 4.3 т. До кінця 2003 р. видобуток МПГ в концентратах повинен становити 4.2 т [African Mining. 2002. V.7; Mining Journal. 2002. V.339, № 8716].
Азбест у великих кількостях видобувається в районі Звішавані.
Вугілля. Завдяки великим запасам кам'яного вугілля на північному заході в Хванге забезпечуються дешевим паливом теплові електростанції і коксованим вугіллям місцеві металургійні підприємства.
Вапняк і фосфорит добуваються для потреб місцевої промисловості.
Граніт. Видобуток чорного граніту у 1990-х роках зріс на 300%, що було унікальним успіхом підгалузі. Спад на межі ХХ-XXI ст. пояснюють частково політичними перешкодами і кризою в країні.
Інші корисні копалини. В країні видобувають залізні, вольфрамові, стибієві руди, апатит, барит, флюорит, магнезит, доломіт, слюду та інш.

## Геологічна служба. Наукові установи. Підготовка кадрів. Друк
Видобуток корисних копалин координується урядовою палатою гірничорудної промисловості. Геол. роботи здійснюються г.ч. силами гірничодобувних компаній. Науково-дослідні роботи в гірництві ведуться Інститутом гірн. досліджень (Institute of Mining Research, засновано в 1969) та Інститутом проблем розвитку (Institute of Development Problema, засновано в 1982). В Хараре з 1959 видається спецізований журн. «Chamber of Mines Journal».